# Ruellia brevifolia
Ruellia brevifolia är en akantusväxtart som först beskrevs av Johann Baptist Emanuel Pohl, och fick sitt nu gällande namn av C. Ezcurra. Ruellia brevifolia ingår i släktet Ruellia och familjen akantusväxter. Inga underarter finns listade i Catalogue of Life.

## Bildgalleri

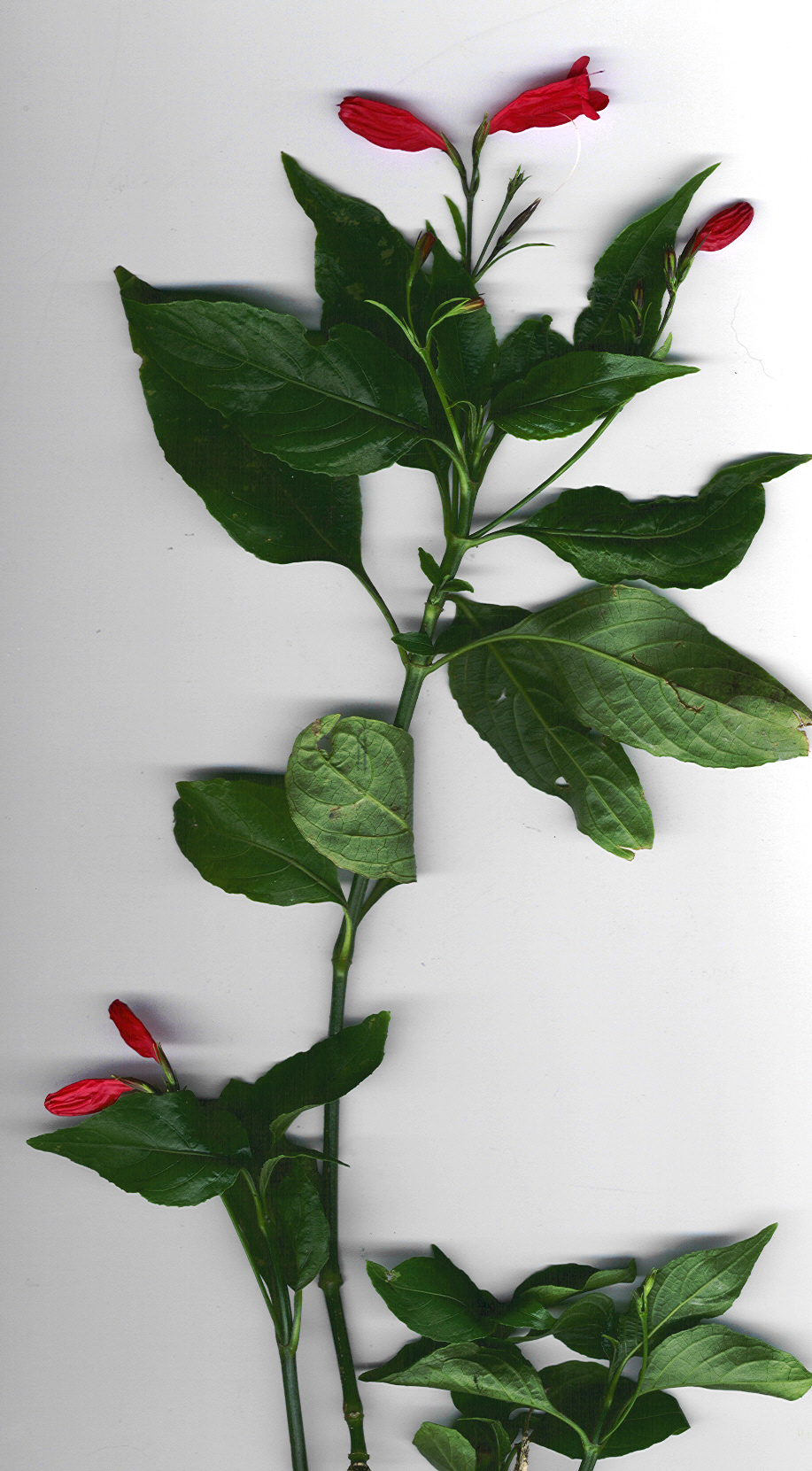
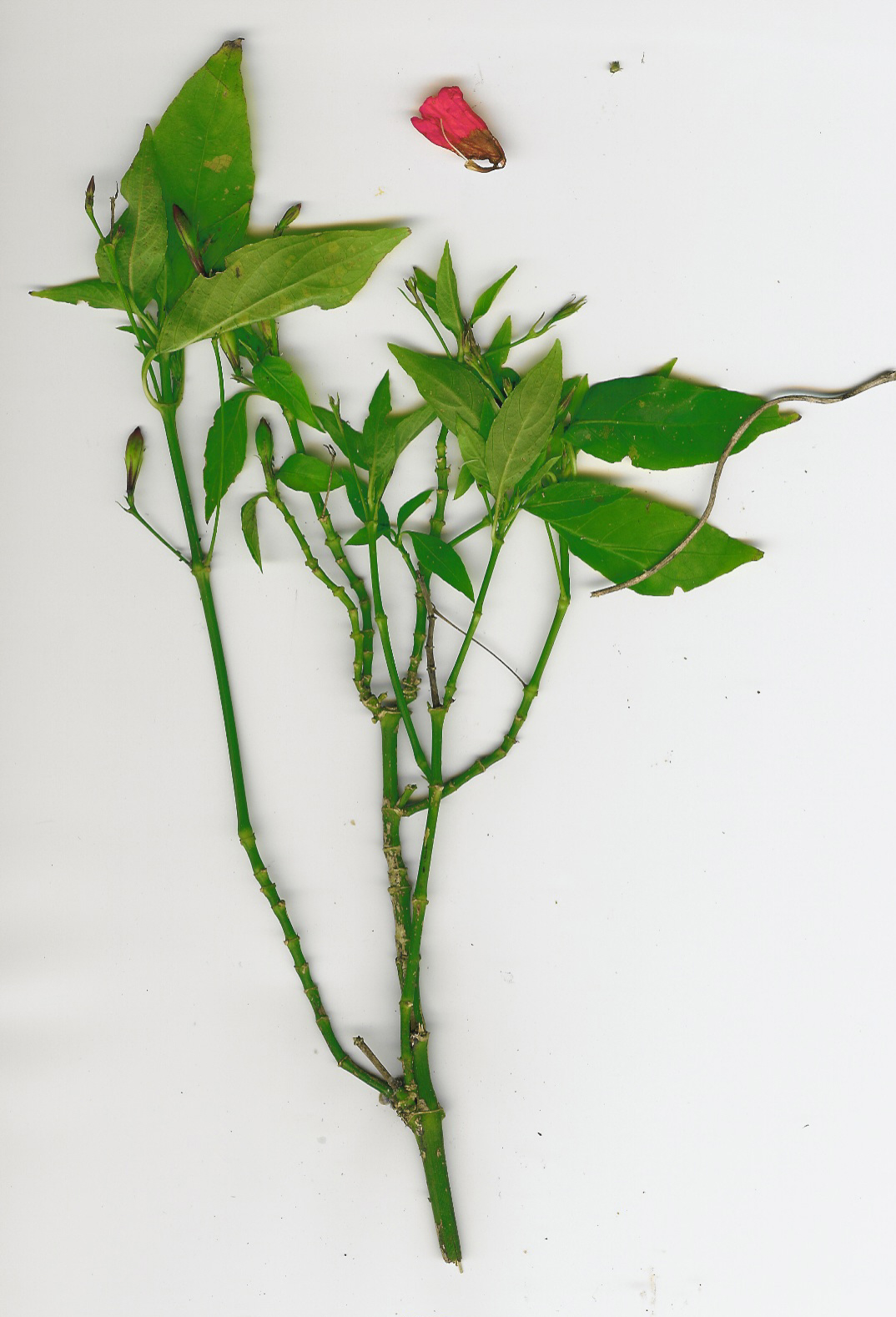
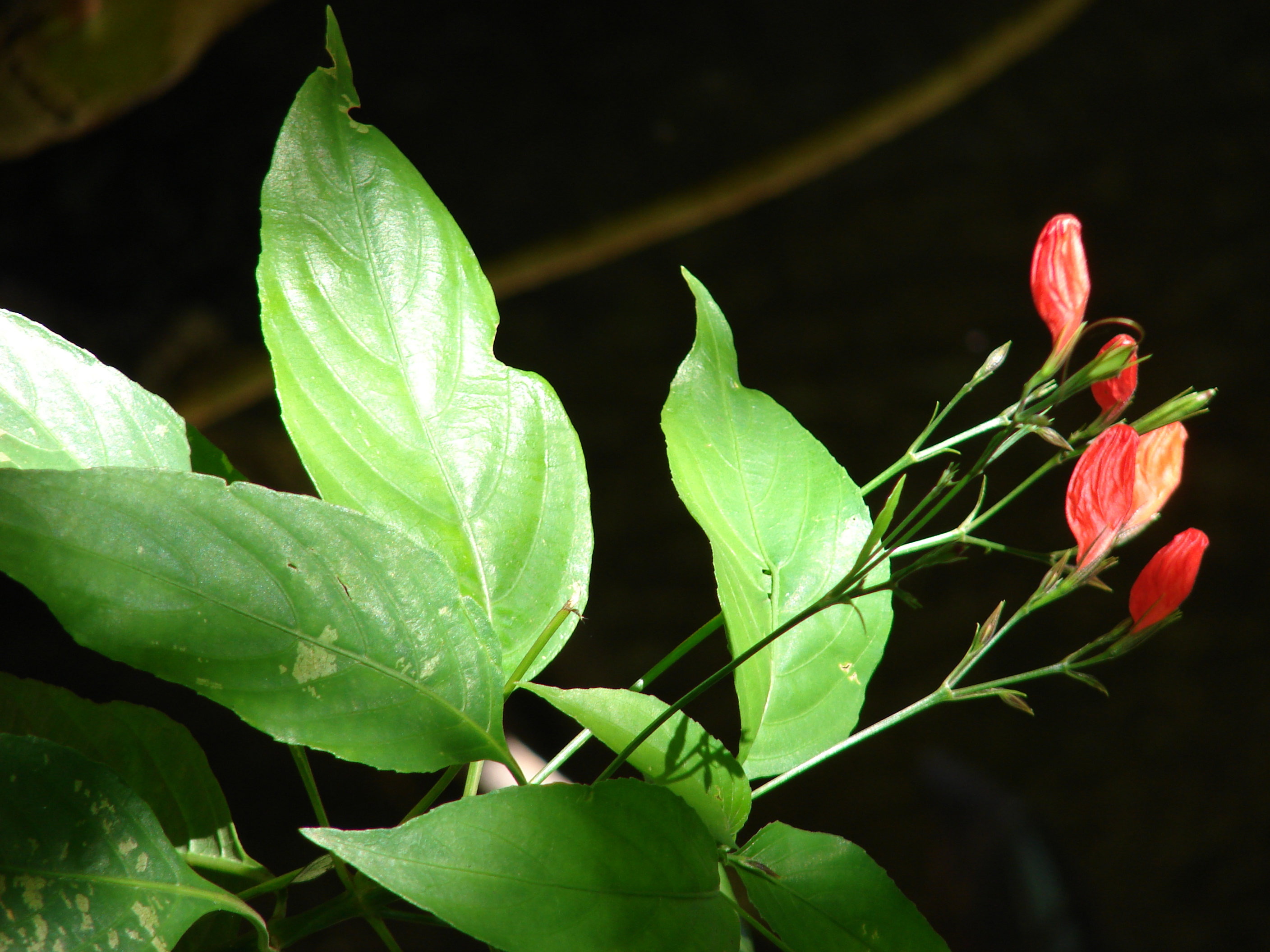
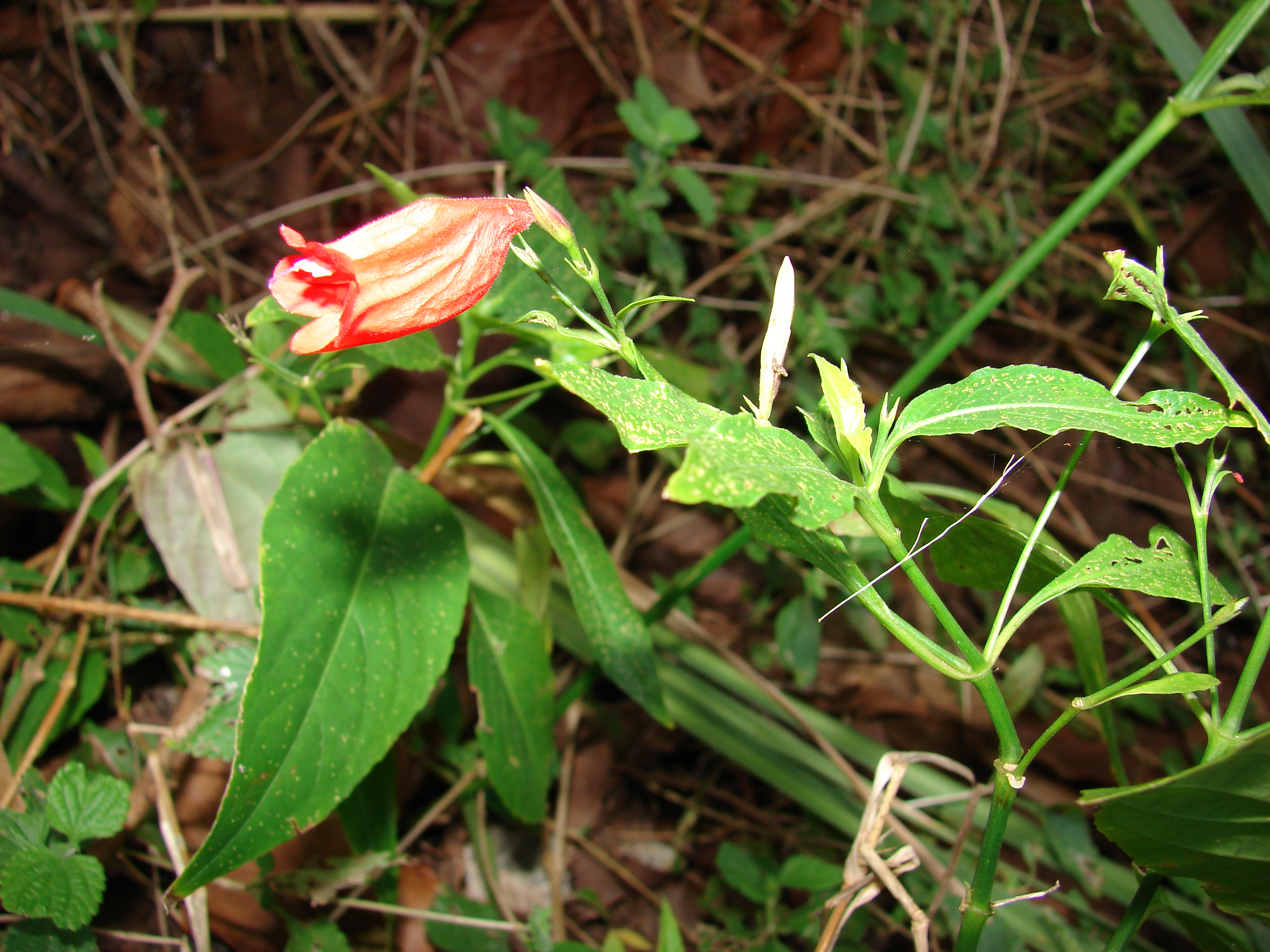
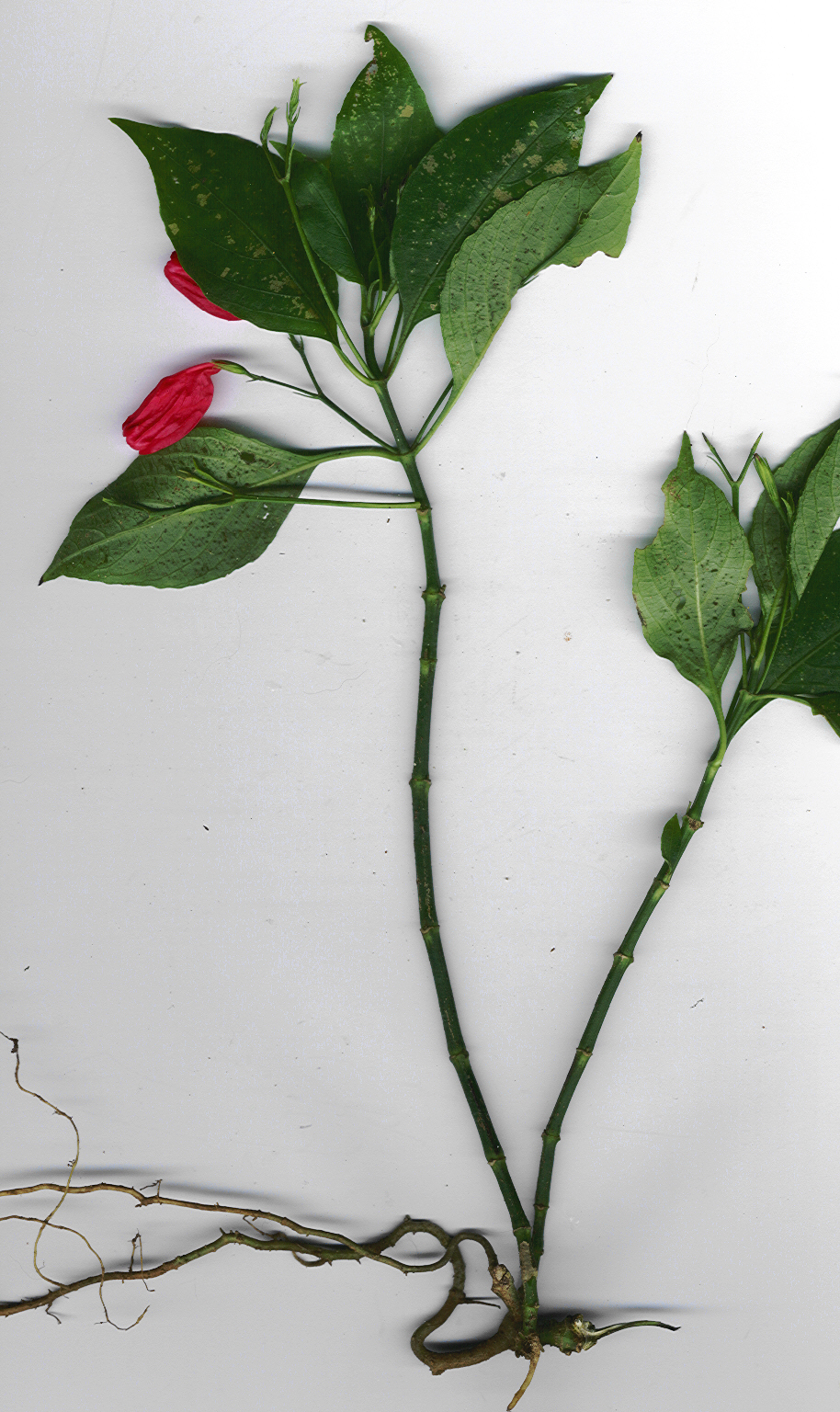
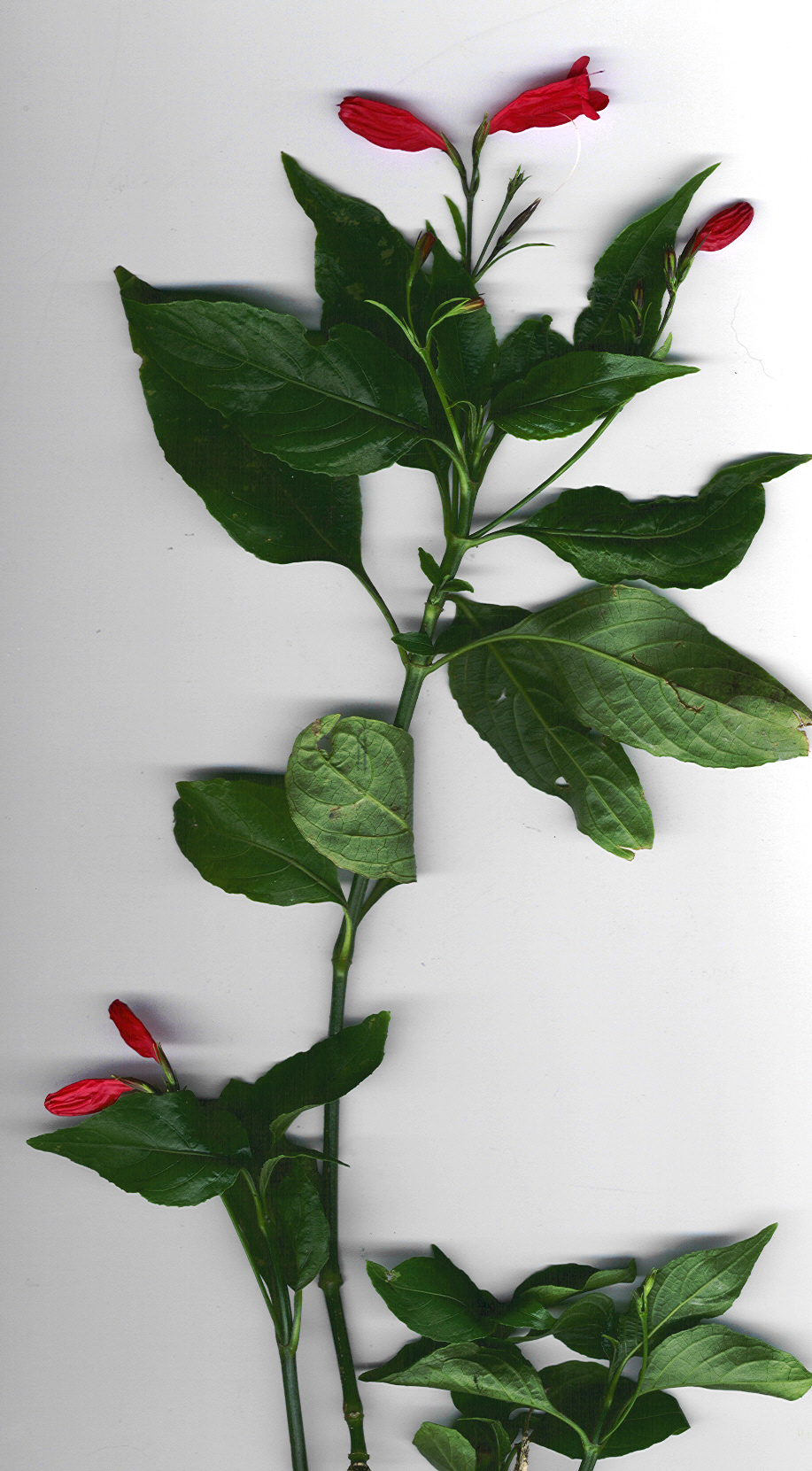